# Джордж Люстиґ
Джордж Люстиґ (англ. George Lusztig, рум. Gheorghe Lusztig; нар. 20 травня 1946, Тімішоара, Румунія) — американський математик, професор Массачусетського технологічного інституту.

## Біографія
Народився в місті Тімішоара, в єврейській родині. У 1962 і 1963 роках представляв Румунію на Міжнародній математичній олімпіаді, обидва рази отримавши срібні медалі. Навчався в університеті Бухареста, вже в 1965 році опублікував свою першу роботу «A model of plane affine geometry over a finite field». У 1969 році на запрошення Майкла Атії перейшов в Інститут перспективних досліджень в Прінстоні.
У 1971 році отримав ступінь Ph.D. за дисертацію, присвячену питанням індексу еліптичних операторів. У 1971—1978 роках працював в Уорікському університеті, потім — в Массачусетському технологічному інституті.
Люстиґ відомий завдяки своїм роботам з теорії представлень.

## Нагородження та визнання
- 1974: запрошений доповідач Міжнародного конгресу математиків у Ванкувері (On the discrete series representations of the classical groups over finite fields)
- 1977: Премія Бервіка[en]
- 1983: член Лондонського королівського товариства[7]
- 1983: запрошений доповідач Міжнародного конгресу математиків у Варшаві (Characters of reductive groups over finite fields)
- 1985: премія Коула з алгебри
- 1990: запрошений доповідач Міжнародного конгресу математиків у Кіото (Intersection cohomology methods in representation theory)
- 1991: член Американської академії мистецтв і наук
- 1992: член Національної академії наук США,
- 1999: Медаль Брауера
- 2008: премія Стіла в номінації «за видатні досягнення протягом всієї кар'єри»
- 2012: дійсний член Американського математичного товариства[8]
- 2014: Премія Шао[9]
- 2022: премія Вольфа з математики[10]

## Вибрані праці
- George Lusztig. The Discrete Series of GL(n) Over a Finite Field. — Princeton: Annals of Mathematical Studies, 1974. — 104 p.
- George Lusztig. Characters of Reductive Groups over a Finite Field (англ.) // Proceedings of the International Congress of Mathematicians. — 1983. — P. 877—880.
- George Lusztig. Introduction to quantum groups. — Birkhäuser, 1993. — 340 p. — ISBN 3764337125.